# Michel Françaix
Pour les articles homonymes, voir Françaix (homonymie).
Michel Françaix est un homme politique français, né le 28 mai 1943 à Paris.

## Parcours politique
Après un début de carrière auprès de François Mitterrand, dont il est, dès 1981 un des jeunes conseillers, Michel Françaix s'investit sur le terrain départemental.
Suppléant de Lionel Stoléru, dans la 5e circonscription de l'Oise (Compiègne / Crépy-en-Valois), ministre « d'ouverture » du Gouvernement Rocard, il siège à l'Assemblée nationale pendant toute la législature 1988-93, mais ne peut se représenter en 1993, car la loi interdit au suppléant d'un ministre de se présenter contre lui, et Lionel Stoléru est candidat pour Génération Écologie.
Élu maire de Chambly en 1995, puis député en 1997, il fait partie des « poids lourds » socialistes du département[réf. nécessaire]. Partisan du non-cumul des mandats , en mars 2013, il démissionne de ses fonctions de maire. 
En 2007, il est réélu aux élections législatives dans la 3e circonscription de l'Oise, face à Cécile Brémard.
Il se représente pour les élections législatives de juin 2012 pour sa réélection avec son suppléant, Jean-Claude Villemain, maire de Creil. Il est réélu avec 57,87 % des voix.
Il est à nouveau candidat en 2017, face au candidat investi par le Parti socialiste, Johann Lucas. Il prend pour suppléant Hicham Boulhamane, conseiller municipal d'opposition de Creil. Arrivant en quatrième position avec 11,8 % des voix, il ne se qualifie pas pour le second tour. Après sa défaite, il annonce son intention d’écrire ses mémoires. En 2025, elle ne sont toujours pas sorties.

## Détail des mandats et fonctions
- 17/03/1986 - 15/10/1988 : membre du conseil régional de Picardie
- 14/03/1988 - 12/03/1989 : adjoint au maire de Chambly (Oise)
- 29/07/1988 - 01/04/1993 : député de la 5e circonscription de l'Oise
- 03/10/1988 - 18/03/2001 : membre du conseil général de l'Oise
- 20/03/1989 - 18/06/1995 : membre du conseil municipal de Chambly
- 25/06/1995 - 04/04/2013 : maire de Chambly
- 12/06/1997 - 20/06/2017 : député  de la 3e circonscription de l'Oise